# وانگ شوکی
وانگ شوکی (انگلیسی: Wang Xueqi؛ زادهٔ ۱۹ مارس ۱۹۴۶) بازیگر، کارگردان فیلم، و بازیگر تلویزیون اهل چین است.
از فیلم‌ها یا برنامه‌های تلویزیونی که وی در آن نقش داشته‌است می‌توان به ۱۹۱۱، مرد آهنی ۳، حکمرانی ظالمان، زمین زرد، مفتون ابدی، تأسیس یک حزب، محافظان و آدمکشها، تاسیس جمهوری، رزمندگان آسمان و زمین، قربانی، گندم، هلیوس، و راهب اشاره کرد.
همچنین برندهٔ جوایزی همچون جایزه انجمن منتقدان فیلم هنگ کنگ و جایزه خروس زرین شده‌است.